# Kantongerecht Gulpen
Het kantongerecht Gulpen was van 1842 tot 1934 een kantongerecht in Nederland. Het gerecht in Gulpen vormde bij de oprichting het vijfde kanton van het arrondissement Maastricht. Het kantongerecht was gevestigd in de Kantonhof aan de Dorpsstraat.

## Het kanton
Het kantongerecht werd in Nederland ingevoerd in 1838. Kantons waren al  in de Franse tijd ingevoerd en waren toen het rechtsgebied van de vrederechter. In 1828 was een wet aangenomen waarbij het gehele Koninkrijk, Noord en Zuid, in nieuwe kantons werd verdeeld, maar door het uitbreken van de Belgische Opstand is die wet nooit daadwerkelijk ingevoerd. 
De indeling die de wet gaf werd voor de andere provincies vrijwel ongewijzigd gehandhaafd toen de kantonrechter alsnog in 1838 werd ingevoerd. In Limburg was dat niet mogelijk omdat de indeling van 1828 uiteraard geen rekening had gehouden met de nieuwe rijksgrens die dwars door de  oude provincie Limburg liep. Een aantal van de toen voorgestelde kantons lag nu deels in België en deels in Nederland.
Een eerste ontwerp waarbij de provincie in twee arrondissementen en acht kantons werd verdeeld stuitte op verzet in het parlement. Een tweede ontwerp, waarbij Gulpen het vijfde kanton werd van het arrondissement Maastricht werd wel ingevoerd. Het nieuwe kanton omvatte de toenmalige gemeenten: Gulpen, Bocholtz, Cadier en Keer, Margraten, Meer, Noorbeek, Oud-Valkenburg, Schin op Geul, Simpelveld, Slenaken, Strucht, Vaals, Wittem en Wijlre.